# Emiliano Zapata, Valle de Zaragoza
Emiliano Zapata är en ort i Mexiko.   Den ligger i kommunen Valle de Zaragoza och delstaten Chihuahua, i den nordvästra delen av landet, 1 100 km nordväst om huvudstaden Mexico City. Emiliano Zapata ligger 1 342 meter över havet och antalet invånare är 181.
Terrängen runt Emiliano Zapata är platt åt nordväst, men åt sydost är den kuperad.  Trakten runt Emiliano Zapata är nära nog obefolkad, med mindre än två invånare per kvadratkilometer. Närmaste större samhälle är Valle de Zaragoza, 4,1 km söder om Emiliano Zapata. Omgivningarna runt Emiliano Zapata är i huvudsak ett öppet busklandskap.